# Tetrachlorvinphos
Tetrachlorvinphos ist eine chemische Verbindung aus der Gruppe der Organophosphate.

## Gewinnung und Darstellung
Tetrachlorvinphos kann durch Reaktion von 2,2,2′,4′,5′-Pentachloracetophenon mit Trimethylphosphit gewonnen werden. Ersteres wiederum kann durch Reaktion von 1,2,4-Trichlorbenzol mit Dichloracetylchlorid gewonnen werden.

## Eigenschaften
Tetrachlorvinphos ist ein gelblicher bis brauner Feststoff, der sehr schwer löslich in Wasser ist. In neutraler und saurer wässriger Lösung erfolgt langsame, in alkalischer Lösung rasche Hydrolyse.

## Verwendung
Tetrachlorvinphos [genauer das (Z)-Isomer der Verbindung] wird als Insektizid gegen auf der Haut und per Nahrung aufgenommene Parasiten sowie Fliegen bei Rindern, Schweinen, Ziegen und Pferden verwendet. Es wird auch gegen Vogelmilben bei Geflügel, in Flohhalsbändern für erwachsene Haustiere (schwache Wirkung gegen Zecken) und gegen Fliegen auf Müllkippen und in Erholungsgebieten eingesetzt. Es wurde 1966 erstmals in den USA zugelassen. Der Einsatz als Insektizid bei Nutzpflanzen wurde in den USA im Jahr 1987 verboten. Die Wirkung beruht auf der Hemmung der Acetylcholinesterase.

## Zulassung
Tetrachlorvinphos steht nicht auf der Liste der in der Europäischen Union zulässigen Pflanzenschutzmittel-Wirkstoffe. In Deutschland, Österreich und der Schweiz sind keine Pflanzenschutzmittel mit diesem Wirkstoff zugelassen.

## Sicherheitshinweise
Tetrachlorvinphos ist wenig toxisch, ist aber durch die IARC als potenziell krebserregend eingestuft. Eine Bewertung der IARC vom März 2015 kommt zum Ergebnis, dass Tetrachlorvinphos aufgrund der Untersuchungen bei Ratten und Mäusen in die Kategorie 2B (möglicherweise krebserzeugend für den Menschen, possibly carcinogenic to humans) eingestuft wird.